# Twory Prometeusza

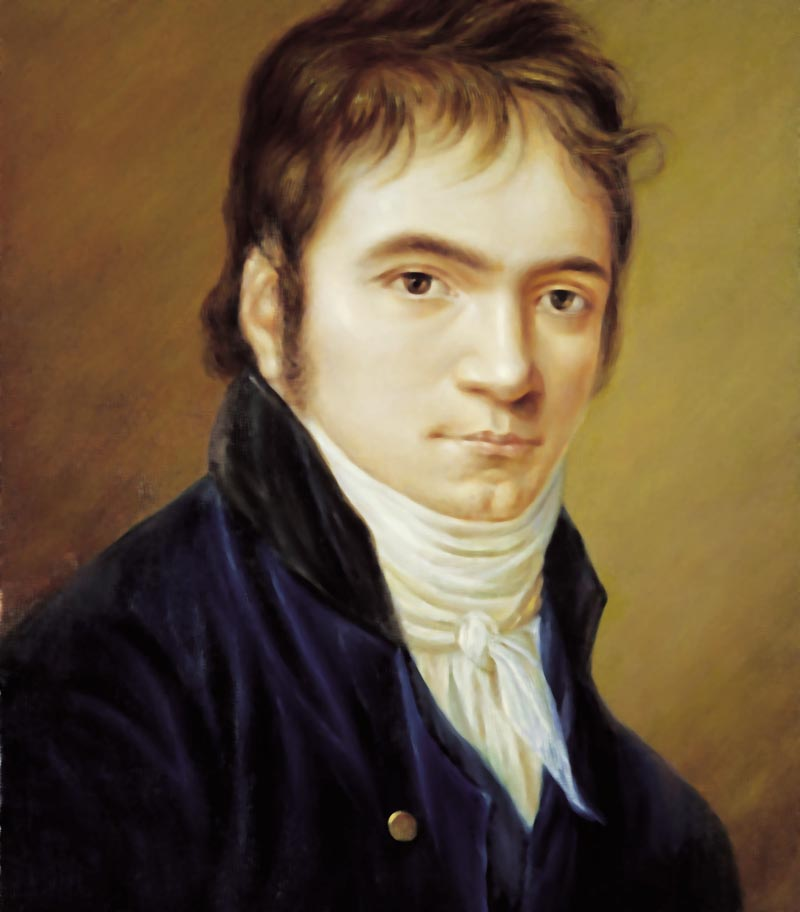
Ludwig van Beethoven

Twory Prometeusza (Die Geschöpfe des Prometheus) op. 43 Ludwiga van Beethovena – balet heroiczno-alegoryczny w 2 aktach. Libretto według mitu greckiego oraz choreografię opracował Salvatore Viganò. Prapremiera dzieła miała miejsce w wiedeńskim Hoftheater 28 marca 1801. Premiera polska odbyła się w Katowicach 20 grudnia 1922, w Teatrze Polskim (przygotował ją zespół Jana Cieplińskiego).
Najbardziej znana z baletu jest uwertura, która stanowi samodzielną część repertuaru koncertowego.

## Osoby
- Prometeusz, mityczny tytan grecki
- Istota Męska – stworzona przez Prometeusza
- Istota Żeńska – stworzona przez Prometeusza
- Apollo, Pan, Bachus, muzy: Euterpe, Melpomena, Talia, Amfion, Arion, Orfeusz, gracje, fauny, bachantki.